# NK Celje
NK Celje egy szlovén labdarúgócsapat, melynek székhelye Celjében található, Szlovéniában. Jelenleg a szlovén labdarúgó-bajnokság első osztályában szerepel.
A Mariborral és a Goricával együtt a Celje mondhatja el magáról azt a tényt, hogy a szlovén bajnokság 1991-es indulása óta az összes szezont az első osztályban kezdték.

## Története
Az NK Celje 1919-ben alakult SK Celje néven. A második világháborút követően 1946-ban NK Kladivar névre keresztelték. 1964-ben feljutottak a jugoszláv labdarúgó-bajnokság másodosztályába, ahol két szezont töltöttek.
1992-ben, egy évvel később, hogy Szlovénia levált Jugoszláviától, ismét átkeresztelték a klubot, az új neve Publikum Celje lett. A szlovén labdarúgókupa döntőjébe két alkalommal 1993-ban és 1995-ben is bejutottak, azonban mindkétszer vereséget szenvedtek. Először az Olimpija Ljubljana majd a Mura ellenében. A 2002/03-as szezonban a Celje a Mariborral karöltve versenyben állt a bajnoki címért folytatott párharcban, de a legvégén a második helyen végeztek. A hazai pontvadászatban mindmáig ez a legjobb eredményük. Ugyanebben a bajnoki évadban ismét bejutottak a szlovén kupa döntőjébe, de akárcsak a bajnokságban a kupában is az ezüst jutott a celjeieknek.
Annál szerencsésebbek voltak két évvel később, amikor is 2005-ben, amikor a ND Gorica alakulatát győzték le 1–0 arányban és sikerült elhódítaniuk a kupát. A rá következő évben ismét döntőztek, de ekkor nem sikerült a címvédés, miután tizenegyespárbajban alulmaradtak az FC Koper ellen.

## Stadion
Az NK Celje stadionja a Skalna Klet nevezetű stadion volt, de miután nagyon rossz állapotban volt és az UEFA előírásainak sem felelt meg a klub vezetői úgy határoztak, hogy egy új létesítményt építenek.
Az új stadion neve Arena Petrol lett és 2003-ban épült. Ekkor 3600 ülőhely volt található benne. Ezután három ütemben építették tovább és mára 13600 fős a befogadóképessége.

## Bajnoki és kupa szereplések
| Szezon   | Liga  | Helyezés      | Pont | M    | Gy  | D   | V   | RG   | KG   | kupa         |
| -------- | ----- | ------------- | ---- | ---- | --- | --- | --- | ---- | ---- | ------------ |
| 1991/92  | 1.SNL | 9             | 41   | 40   | 14  | 13  | 13  | 43   | 51   | Nyolcaddöntő |
| 1992/93  | 1.SNL | 10            | 32   | 34   | 12  | 8   | 14  | 37   | 47   | Döntő        |
| 1993/94  | 1.SNL | 4             | 38   | 30   | 14  | 10  | 6   | 50   | 34   | Nyolcaddöntő |
| 1994/95  | 1.SNL | 6             | 38   | 30   | 16  | 6   | 8   | 50   | 27   | Döntő        |
| 1995/96  | 1.SNL | 5             | 51   | 36   | 13  | 12  | 11  | 62   | 47   | Elődöntő     |
| 1996/97  | 1.SNL | 4             | 47   | 36   | 12  | 11  | 13  | 55   | 61   | Negyeddöntő  |
| 1997/98  | 1.SNL | 6             | 49   | 36   | 14  | 7   | 15  | 57   | 57   | Negyeddöntő  |
| 1998/99  | 1.SNL | 7             | 42   | 33   | 10  | 11  | 12  | 30   | 35   | Nyolcaddöntő |
| 1999/00  | 1.SNL | 6             | 47   | 33   | 11  | 14  | 8   | 53   | 45   | Negyeddöntő  |
| 2000/01  | 1.SNL | 5             | 50   | 33   | 15  | 5   | 13  | 59   | 52   | Első kör     |
| 2001/02  | 1.SNL | 6             | 48   | 33   | 14  | 6   | 13  | 50   | 39   | Nyolcaddöntő |
| 2002/03  | 1.SNL | 2             | 55   | 31   | 15  | 10  | 6   | 57   | 38   | Döntő        |
| 2003/04  | 1.SNL | 10            | 39   | 32   | 11  | 6   | 15  | 61   | 52   | Negyeddöntő  |
| 2004/05  | 1.SNL | 3             | 52   | 32   | 16  | 4   | 12  | 47   | 28   | Győztes      |
| 2005/06  | 1.SNL | 6             | 49   | 36   | 15  | 4   | 17  | 48   | 59   | Döntő        |
| 2006/07  | 1.SNL | 7             | 45   | 36   | 11  | 12  | 13  | 54   | 51   | Elődöntő     |
| 2007/08  | 1.SNL | 7             | 45   | 36   | 14  | 6   | 14  | 45   | 47   | Negyeddöntő  |
| 2008/09  | 1.SNL | 4             | 53   | 36   | 15  | 8   | 13  | 48   | 39   | Nyolcaddöntő |
| 2009/10  | 1.SNL | 5             | 51   | 36   | 14  | 9   | 13  | 53   | 56   | Elődöntő     |
| 2010/11  | 1.SNL | 8             | 37   | 36   | 9   | 10  | 17  | 41   | 55   | Nyolcaddöntő |
| 2011/12  | 1.SNL | 8             | 37   | 36   | 9   | 10  | 17  | 44   | 56   | Döntő        |
| 2012/13  | 1.SNL | 5             | 49   | 36   | 12  | 13  | 11  | 39   | 39   | Döntő        |
| 2013/14  | 1.SNL | 8             | 37   | 36   | 10  | 7   | 19  | 30   | 58   | Negyeddöntő  |
| 2014/15  | 1.SNL | 2             | 70   | 36   | 20  | 10  | 6   | 58   | 31   | Döntő        |
| 2015/16  | 1.SNL | 5             | 45   | 36   | 11  | 12  | 13  | 32   | 46   | Elődöntő     |
| 2016/17  | 1.SNL | 5             | 55   | 36   | 15  | 10  | 11  | 48   | 39   | Nyolcaddöntő |
| 2017/18  | 1.SNL | 5             | 50   | 36   | 14  | 8   | 14  | 56   | 51   | Elődöntő     |
| 2018/19  | 1.SNL | 5             | 49   | 36   | 12  | 13  | 11  | 45   | 51   | Nyolcaddöntő |
| 2019/20  | 1.SNL | 1             | 69   | 36   | 19  | 12  | 5   | 74   | 56   | Negyeddöntő  |
| Összesen | 1.SNL | 1 bajnoki cím | 1368 | 1009 | 387 | 266 | 354 | 1434 | 1341 | 1 kupa       |

*Legjobb eredmény kiemelve.

## Sikerei
- Szlovén bajnokság:
  - Aranyérmes (2 alkalommal):2019–20, 2023–24
  - Második hely (3 alkalommal): 002–03, 2014–15, 2022–23

- Szlovén kupa:
  - Győztes (2 alkalommal): 2004–05, 2024–25
    - Második hely (9 alkalommal): 1992–93, 1994–95, 2002–03, 2005–06, 2011–12, 2012–13, 2014–15, 2015–16, 2020–21

## Külső hivatkozások
- (hivatalos honlap)